# Mattiastrum corymbiforme
Mattiastrum corymbiforme är en strävbladig växtart som beskrevs av August Brand. Mattiastrum corymbiforme ingår i släktet Mattiastrum och familjen strävbladiga växter. Inga underarter finns listade i Catalogue of Life.